# Trinh Thánh Vương hậu
Trinh Thánh Vương hậu (chữ Hán: 貞聖王后; Hangul: 정성왕후, 12 tháng 1 năm 1693 - 3 tháng 4 năm 1757) là Vương phi đầu tiên của Triều Tiên Anh Tổ.

## Cuộc đời
Bà là thành viên của gia tộc Đạt Thành Từ thị (达城徐氏), hậu nhân của Cao Ly thiếu doãn hãn (高丽少尹閈), sinh ngày 7 tháng 12 (tức ngày 12 tháng 1 dương lịch) năm Triều Tiên Túc Tông thứ 18 (1692). Cha là Đạt Thành phủ viện quân Từ Tông Đệ (徐宗悌), mẹ là Sầm Thành phủ phu nhân Ngưu Phong Lý thị (牛峰李氏).
Năm Túc Tông thứ 30 (1704), tháng 11, khi mới 10 tuổi, bà được gả cho Triều Tiên Anh Tổ, khi đó còn là Diên Nhưng quân. Là chính thê của một Vương tử mang tước Quân, bà được ban tước hiệu Đạt Thành Quận phu nhân (达城郡夫人). Bấy giờ phu nhân hòa huệ hiếu thuận, rất được cha chồng là Triều Tiên Túc Tông yêu quý, hay được vào cung vấn an, bà đối với mẹ chồng là Thục tần họ Thôi cũng muôn phần kính trọng.
Năm 1721, sắc phong làm Thế đệ tần (世弟嫔). Năm 1724, Anh Tổ đại vương kế vị, sắc phong làm Vương phi. Chung sống nhiều năm nhưng bà với Anh Tổ không có người con nào, đối với Tư Điệu Thế tử thì bà muôn phần yêu quý và hòa thuận, Thế tử cũng rất kính trọng bà. Vai trò của bà không nhỏ trong việc hòa giải mối bất hòa giữa Anh Tổ và Thế tử khi trưởng thành.
Năm Anh Tổ thứ 33 (1757), ngày 15 tháng 2 (âm lịch), Vương phi Từ thị qua đời ở Đại Tạo điện (大造殿) thuộc Xương Đức Cung, hưởng thọ 66 tuổi. Bà tại vị Trung điện 37 năm, là vị vương hậu tại vị lâu nhất của nhà Triều Tiên. Cái chết của bà đã ảnh hưởng xấu đến Tư Điệu Thế tử.

## Gia tộc
- Cao tổ phụ: Tư tể giám thiêm chính, tặng Tả tán thành Từ Hanh Lý (徐亨履, 1596 - 1667).
- Cao tổ mẫu: Xương Ninh Thành thị (昌寧成氏, 1596 - 1668), tặng Trinh Kính phu nhân. Là con gái của quận thủ Thành Nhân Cẩu (成仁耈).
  - Tổ phụ: Chưởng Lệ viện Tư bình, tặng Lãnh nghị chính Từ Văn Đạo (徐文道, 1628 - 1700).
  - Tổ mẫu: An Đông Kim thị (安東金氏, 1630 - 1709), tặng Trinh Kính phu nhân. Là con gái của Tham phụng Kim Đỉnh Chi (金鼎之).
    - Thân phụ: Từ Tông Đệ (徐宗悌, 1656 - 1719), Quận thủ, tặng Lãnh nghị chính, tước hiệu Đạt Thành phủ viện quân (达城府院君), thụy hiệu Hiếu Hi công (孝僖公).
    - Thân mẫu: Ngưu Phong Lý thị (牛峰李氏, 1660 - 1738), tước hiệu Sầm Thành phủ phu nhân (岑城府夫人). Con gái Thông Đức lang Lý Lư Xương (李師昌) và Nghĩa Thành Kim thị (義城金氏), con gái của Tùng Sĩ lang Kim Khuê (金圭).

## Thụy hiệu
- 혜경장신강선공익인휘소헌원렬단목장화정성왕후.
- 惠敬莊慎康宣恭翼仁徽昭獻元烈端穆章和贞圣王后.
- Huệ Kính Trang Thuận Khang Tuyên Cung Dực Nhân Huy Chiêu Hiến Nguyên Liệt Đoan Mục Chương Hòa Trinh Thánh Vương hậu.